# Lenford O’Garro
Lenford Leno O’Garro (* 1. Juni 1965) ist ein ehemaliger vincentischer Sprinter, der sich auf den 400-Meter-Lauf spezialisiert hatte.
Er nahm unter anderem an den Weltmeisterschaften 1983 und 1987 in Rom sowie an den Hallenweltmeisterschaften 1987 in Indianapolis teil, schied über 400 Meter aber jeweils bereits nach den Vorläufen aus.
Bei den Olympischen Spielen 1992 in Barcelona war O’Garro Mitglied der vincentischen 4-mal-400-Meter-Staffel. Diese belegte in ihrem Vorlauf mit einer Zeit von 3:10,21 Minuten den siebten Platz und verpasste trotz Nationalem Rekord den Finaleinzug.